# Carlos Torre Repetto
Carlos Torre Repetto (Mérida, 23 novembre 1905 – Mérida, 19 marzo 1978) è stato uno scacchista messicano.
Nel 1977 diventò il primo Grande Maestro del Messico. 
È l'ideatore della famosa apertura nota con il nome di attacco Torre.
Giocatore noto per il suo stile combinativo, fu contemporaneo di grandi quali Aleksandr Alechin e Emanuel Lasker. Contro quest'ultimo giocò la partita che lo rese celebre, nel torneo internazionale di Mosca del 1925, utilizzando la combinazione scacchistica conosciuta come vortice.
|   | a | b | c | d | e | f | g | h |   |
| 8 | a8 torre del nero · e8 torre del nero · f8 cavallo del nero · g8 re del nero · a7 pedone del nero · b7 alfiere del nero · f7 pedone del nero · g7 pedone del nero · d6 pedone del nero · e6 pedone del nero · f6 alfiere del bianco · h6 pedone del nero · b5 donna del nero · h5 donna del bianco · b4 pedone del bianco · d4 pedone del bianco · e3 cavallo del bianco · g3 torre del bianco · a2 pedone del bianco · f2 pedone del bianco · g2 pedone del bianco · h2 pedone del bianco · e1 torre del bianco · g1 re del bianco | a8 torre del nero · e8 torre del nero · f8 cavallo del nero · g8 re del nero · a7 pedone del nero · b7 alfiere del nero · f7 pedone del nero · g7 pedone del nero · d6 pedone del nero · e6 pedone del nero · f6 alfiere del bianco · h6 pedone del nero · b5 donna del nero · h5 donna del bianco · b4 pedone del bianco · d4 pedone del bianco · e3 cavallo del bianco · g3 torre del bianco · a2 pedone del bianco · f2 pedone del bianco · g2 pedone del bianco · h2 pedone del bianco · e1 torre del bianco · g1 re del bianco | a8 torre del nero · e8 torre del nero · f8 cavallo del nero · g8 re del nero · a7 pedone del nero · b7 alfiere del nero · f7 pedone del nero · g7 pedone del nero · d6 pedone del nero · e6 pedone del nero · f6 alfiere del bianco · h6 pedone del nero · b5 donna del nero · h5 donna del bianco · b4 pedone del bianco · d4 pedone del bianco · e3 cavallo del bianco · g3 torre del bianco · a2 pedone del bianco · f2 pedone del bianco · g2 pedone del bianco · h2 pedone del bianco · e1 torre del bianco · g1 re del bianco | a8 torre del nero · e8 torre del nero · f8 cavallo del nero · g8 re del nero · a7 pedone del nero · b7 alfiere del nero · f7 pedone del nero · g7 pedone del nero · d6 pedone del nero · e6 pedone del nero · f6 alfiere del bianco · h6 pedone del nero · b5 donna del nero · h5 donna del bianco · b4 pedone del bianco · d4 pedone del bianco · e3 cavallo del bianco · g3 torre del bianco · a2 pedone del bianco · f2 pedone del bianco · g2 pedone del bianco · h2 pedone del bianco · e1 torre del bianco · g1 re del bianco | a8 torre del nero · e8 torre del nero · f8 cavallo del nero · g8 re del nero · a7 pedone del nero · b7 alfiere del nero · f7 pedone del nero · g7 pedone del nero · d6 pedone del nero · e6 pedone del nero · f6 alfiere del bianco · h6 pedone del nero · b5 donna del nero · h5 donna del bianco · b4 pedone del bianco · d4 pedone del bianco · e3 cavallo del bianco · g3 torre del bianco · a2 pedone del bianco · f2 pedone del bianco · g2 pedone del bianco · h2 pedone del bianco · e1 torre del bianco · g1 re del bianco | a8 torre del nero · e8 torre del nero · f8 cavallo del nero · g8 re del nero · a7 pedone del nero · b7 alfiere del nero · f7 pedone del nero · g7 pedone del nero · d6 pedone del nero · e6 pedone del nero · f6 alfiere del bianco · h6 pedone del nero · b5 donna del nero · h5 donna del bianco · b4 pedone del bianco · d4 pedone del bianco · e3 cavallo del bianco · g3 torre del bianco · a2 pedone del bianco · f2 pedone del bianco · g2 pedone del bianco · h2 pedone del bianco · e1 torre del bianco · g1 re del bianco | a8 torre del nero · e8 torre del nero · f8 cavallo del nero · g8 re del nero · a7 pedone del nero · b7 alfiere del nero · f7 pedone del nero · g7 pedone del nero · d6 pedone del nero · e6 pedone del nero · f6 alfiere del bianco · h6 pedone del nero · b5 donna del nero · h5 donna del bianco · b4 pedone del bianco · d4 pedone del bianco · e3 cavallo del bianco · g3 torre del bianco · a2 pedone del bianco · f2 pedone del bianco · g2 pedone del bianco · h2 pedone del bianco · e1 torre del bianco · g1 re del bianco | a8 torre del nero · e8 torre del nero · f8 cavallo del nero · g8 re del nero · a7 pedone del nero · b7 alfiere del nero · f7 pedone del nero · g7 pedone del nero · d6 pedone del nero · e6 pedone del nero · f6 alfiere del bianco · h6 pedone del nero · b5 donna del nero · h5 donna del bianco · b4 pedone del bianco · d4 pedone del bianco · e3 cavallo del bianco · g3 torre del bianco · a2 pedone del bianco · f2 pedone del bianco · g2 pedone del bianco · h2 pedone del bianco · e1 torre del bianco · g1 re del bianco | 8 |
| 7 | a8 torre del nero · e8 torre del nero · f8 cavallo del nero · g8 re del nero · a7 pedone del nero · b7 alfiere del nero · f7 pedone del nero · g7 pedone del nero · d6 pedone del nero · e6 pedone del nero · f6 alfiere del bianco · h6 pedone del nero · b5 donna del nero · h5 donna del bianco · b4 pedone del bianco · d4 pedone del bianco · e3 cavallo del bianco · g3 torre del bianco · a2 pedone del bianco · f2 pedone del bianco · g2 pedone del bianco · h2 pedone del bianco · e1 torre del bianco · g1 re del bianco | a8 torre del nero · e8 torre del nero · f8 cavallo del nero · g8 re del nero · a7 pedone del nero · b7 alfiere del nero · f7 pedone del nero · g7 pedone del nero · d6 pedone del nero · e6 pedone del nero · f6 alfiere del bianco · h6 pedone del nero · b5 donna del nero · h5 donna del bianco · b4 pedone del bianco · d4 pedone del bianco · e3 cavallo del bianco · g3 torre del bianco · a2 pedone del bianco · f2 pedone del bianco · g2 pedone del bianco · h2 pedone del bianco · e1 torre del bianco · g1 re del bianco | a8 torre del nero · e8 torre del nero · f8 cavallo del nero · g8 re del nero · a7 pedone del nero · b7 alfiere del nero · f7 pedone del nero · g7 pedone del nero · d6 pedone del nero · e6 pedone del nero · f6 alfiere del bianco · h6 pedone del nero · b5 donna del nero · h5 donna del bianco · b4 pedone del bianco · d4 pedone del bianco · e3 cavallo del bianco · g3 torre del bianco · a2 pedone del bianco · f2 pedone del bianco · g2 pedone del bianco · h2 pedone del bianco · e1 torre del bianco · g1 re del bianco | a8 torre del nero · e8 torre del nero · f8 cavallo del nero · g8 re del nero · a7 pedone del nero · b7 alfiere del nero · f7 pedone del nero · g7 pedone del nero · d6 pedone del nero · e6 pedone del nero · f6 alfiere del bianco · h6 pedone del nero · b5 donna del nero · h5 donna del bianco · b4 pedone del bianco · d4 pedone del bianco · e3 cavallo del bianco · g3 torre del bianco · a2 pedone del bianco · f2 pedone del bianco · g2 pedone del bianco · h2 pedone del bianco · e1 torre del bianco · g1 re del bianco | a8 torre del nero · e8 torre del nero · f8 cavallo del nero · g8 re del nero · a7 pedone del nero · b7 alfiere del nero · f7 pedone del nero · g7 pedone del nero · d6 pedone del nero · e6 pedone del nero · f6 alfiere del bianco · h6 pedone del nero · b5 donna del nero · h5 donna del bianco · b4 pedone del bianco · d4 pedone del bianco · e3 cavallo del bianco · g3 torre del bianco · a2 pedone del bianco · f2 pedone del bianco · g2 pedone del bianco · h2 pedone del bianco · e1 torre del bianco · g1 re del bianco | a8 torre del nero · e8 torre del nero · f8 cavallo del nero · g8 re del nero · a7 pedone del nero · b7 alfiere del nero · f7 pedone del nero · g7 pedone del nero · d6 pedone del nero · e6 pedone del nero · f6 alfiere del bianco · h6 pedone del nero · b5 donna del nero · h5 donna del bianco · b4 pedone del bianco · d4 pedone del bianco · e3 cavallo del bianco · g3 torre del bianco · a2 pedone del bianco · f2 pedone del bianco · g2 pedone del bianco · h2 pedone del bianco · e1 torre del bianco · g1 re del bianco | a8 torre del nero · e8 torre del nero · f8 cavallo del nero · g8 re del nero · a7 pedone del nero · b7 alfiere del nero · f7 pedone del nero · g7 pedone del nero · d6 pedone del nero · e6 pedone del nero · f6 alfiere del bianco · h6 pedone del nero · b5 donna del nero · h5 donna del bianco · b4 pedone del bianco · d4 pedone del bianco · e3 cavallo del bianco · g3 torre del bianco · a2 pedone del bianco · f2 pedone del bianco · g2 pedone del bianco · h2 pedone del bianco · e1 torre del bianco · g1 re del bianco | a8 torre del nero · e8 torre del nero · f8 cavallo del nero · g8 re del nero · a7 pedone del nero · b7 alfiere del nero · f7 pedone del nero · g7 pedone del nero · d6 pedone del nero · e6 pedone del nero · f6 alfiere del bianco · h6 pedone del nero · b5 donna del nero · h5 donna del bianco · b4 pedone del bianco · d4 pedone del bianco · e3 cavallo del bianco · g3 torre del bianco · a2 pedone del bianco · f2 pedone del bianco · g2 pedone del bianco · h2 pedone del bianco · e1 torre del bianco · g1 re del bianco | 7 |
| 6 | a8 torre del nero · e8 torre del nero · f8 cavallo del nero · g8 re del nero · a7 pedone del nero · b7 alfiere del nero · f7 pedone del nero · g7 pedone del nero · d6 pedone del nero · e6 pedone del nero · f6 alfiere del bianco · h6 pedone del nero · b5 donna del nero · h5 donna del bianco · b4 pedone del bianco · d4 pedone del bianco · e3 cavallo del bianco · g3 torre del bianco · a2 pedone del bianco · f2 pedone del bianco · g2 pedone del bianco · h2 pedone del bianco · e1 torre del bianco · g1 re del bianco | a8 torre del nero · e8 torre del nero · f8 cavallo del nero · g8 re del nero · a7 pedone del nero · b7 alfiere del nero · f7 pedone del nero · g7 pedone del nero · d6 pedone del nero · e6 pedone del nero · f6 alfiere del bianco · h6 pedone del nero · b5 donna del nero · h5 donna del bianco · b4 pedone del bianco · d4 pedone del bianco · e3 cavallo del bianco · g3 torre del bianco · a2 pedone del bianco · f2 pedone del bianco · g2 pedone del bianco · h2 pedone del bianco · e1 torre del bianco · g1 re del bianco | a8 torre del nero · e8 torre del nero · f8 cavallo del nero · g8 re del nero · a7 pedone del nero · b7 alfiere del nero · f7 pedone del nero · g7 pedone del nero · d6 pedone del nero · e6 pedone del nero · f6 alfiere del bianco · h6 pedone del nero · b5 donna del nero · h5 donna del bianco · b4 pedone del bianco · d4 pedone del bianco · e3 cavallo del bianco · g3 torre del bianco · a2 pedone del bianco · f2 pedone del bianco · g2 pedone del bianco · h2 pedone del bianco · e1 torre del bianco · g1 re del bianco | a8 torre del nero · e8 torre del nero · f8 cavallo del nero · g8 re del nero · a7 pedone del nero · b7 alfiere del nero · f7 pedone del nero · g7 pedone del nero · d6 pedone del nero · e6 pedone del nero · f6 alfiere del bianco · h6 pedone del nero · b5 donna del nero · h5 donna del bianco · b4 pedone del bianco · d4 pedone del bianco · e3 cavallo del bianco · g3 torre del bianco · a2 pedone del bianco · f2 pedone del bianco · g2 pedone del bianco · h2 pedone del bianco · e1 torre del bianco · g1 re del bianco | a8 torre del nero · e8 torre del nero · f8 cavallo del nero · g8 re del nero · a7 pedone del nero · b7 alfiere del nero · f7 pedone del nero · g7 pedone del nero · d6 pedone del nero · e6 pedone del nero · f6 alfiere del bianco · h6 pedone del nero · b5 donna del nero · h5 donna del bianco · b4 pedone del bianco · d4 pedone del bianco · e3 cavallo del bianco · g3 torre del bianco · a2 pedone del bianco · f2 pedone del bianco · g2 pedone del bianco · h2 pedone del bianco · e1 torre del bianco · g1 re del bianco | a8 torre del nero · e8 torre del nero · f8 cavallo del nero · g8 re del nero · a7 pedone del nero · b7 alfiere del nero · f7 pedone del nero · g7 pedone del nero · d6 pedone del nero · e6 pedone del nero · f6 alfiere del bianco · h6 pedone del nero · b5 donna del nero · h5 donna del bianco · b4 pedone del bianco · d4 pedone del bianco · e3 cavallo del bianco · g3 torre del bianco · a2 pedone del bianco · f2 pedone del bianco · g2 pedone del bianco · h2 pedone del bianco · e1 torre del bianco · g1 re del bianco | a8 torre del nero · e8 torre del nero · f8 cavallo del nero · g8 re del nero · a7 pedone del nero · b7 alfiere del nero · f7 pedone del nero · g7 pedone del nero · d6 pedone del nero · e6 pedone del nero · f6 alfiere del bianco · h6 pedone del nero · b5 donna del nero · h5 donna del bianco · b4 pedone del bianco · d4 pedone del bianco · e3 cavallo del bianco · g3 torre del bianco · a2 pedone del bianco · f2 pedone del bianco · g2 pedone del bianco · h2 pedone del bianco · e1 torre del bianco · g1 re del bianco | a8 torre del nero · e8 torre del nero · f8 cavallo del nero · g8 re del nero · a7 pedone del nero · b7 alfiere del nero · f7 pedone del nero · g7 pedone del nero · d6 pedone del nero · e6 pedone del nero · f6 alfiere del bianco · h6 pedone del nero · b5 donna del nero · h5 donna del bianco · b4 pedone del bianco · d4 pedone del bianco · e3 cavallo del bianco · g3 torre del bianco · a2 pedone del bianco · f2 pedone del bianco · g2 pedone del bianco · h2 pedone del bianco · e1 torre del bianco · g1 re del bianco | 6 |
| 5 | a8 torre del nero · e8 torre del nero · f8 cavallo del nero · g8 re del nero · a7 pedone del nero · b7 alfiere del nero · f7 pedone del nero · g7 pedone del nero · d6 pedone del nero · e6 pedone del nero · f6 alfiere del bianco · h6 pedone del nero · b5 donna del nero · h5 donna del bianco · b4 pedone del bianco · d4 pedone del bianco · e3 cavallo del bianco · g3 torre del bianco · a2 pedone del bianco · f2 pedone del bianco · g2 pedone del bianco · h2 pedone del bianco · e1 torre del bianco · g1 re del bianco | a8 torre del nero · e8 torre del nero · f8 cavallo del nero · g8 re del nero · a7 pedone del nero · b7 alfiere del nero · f7 pedone del nero · g7 pedone del nero · d6 pedone del nero · e6 pedone del nero · f6 alfiere del bianco · h6 pedone del nero · b5 donna del nero · h5 donna del bianco · b4 pedone del bianco · d4 pedone del bianco · e3 cavallo del bianco · g3 torre del bianco · a2 pedone del bianco · f2 pedone del bianco · g2 pedone del bianco · h2 pedone del bianco · e1 torre del bianco · g1 re del bianco | a8 torre del nero · e8 torre del nero · f8 cavallo del nero · g8 re del nero · a7 pedone del nero · b7 alfiere del nero · f7 pedone del nero · g7 pedone del nero · d6 pedone del nero · e6 pedone del nero · f6 alfiere del bianco · h6 pedone del nero · b5 donna del nero · h5 donna del bianco · b4 pedone del bianco · d4 pedone del bianco · e3 cavallo del bianco · g3 torre del bianco · a2 pedone del bianco · f2 pedone del bianco · g2 pedone del bianco · h2 pedone del bianco · e1 torre del bianco · g1 re del bianco | a8 torre del nero · e8 torre del nero · f8 cavallo del nero · g8 re del nero · a7 pedone del nero · b7 alfiere del nero · f7 pedone del nero · g7 pedone del nero · d6 pedone del nero · e6 pedone del nero · f6 alfiere del bianco · h6 pedone del nero · b5 donna del nero · h5 donna del bianco · b4 pedone del bianco · d4 pedone del bianco · e3 cavallo del bianco · g3 torre del bianco · a2 pedone del bianco · f2 pedone del bianco · g2 pedone del bianco · h2 pedone del bianco · e1 torre del bianco · g1 re del bianco | a8 torre del nero · e8 torre del nero · f8 cavallo del nero · g8 re del nero · a7 pedone del nero · b7 alfiere del nero · f7 pedone del nero · g7 pedone del nero · d6 pedone del nero · e6 pedone del nero · f6 alfiere del bianco · h6 pedone del nero · b5 donna del nero · h5 donna del bianco · b4 pedone del bianco · d4 pedone del bianco · e3 cavallo del bianco · g3 torre del bianco · a2 pedone del bianco · f2 pedone del bianco · g2 pedone del bianco · h2 pedone del bianco · e1 torre del bianco · g1 re del bianco | a8 torre del nero · e8 torre del nero · f8 cavallo del nero · g8 re del nero · a7 pedone del nero · b7 alfiere del nero · f7 pedone del nero · g7 pedone del nero · d6 pedone del nero · e6 pedone del nero · f6 alfiere del bianco · h6 pedone del nero · b5 donna del nero · h5 donna del bianco · b4 pedone del bianco · d4 pedone del bianco · e3 cavallo del bianco · g3 torre del bianco · a2 pedone del bianco · f2 pedone del bianco · g2 pedone del bianco · h2 pedone del bianco · e1 torre del bianco · g1 re del bianco | a8 torre del nero · e8 torre del nero · f8 cavallo del nero · g8 re del nero · a7 pedone del nero · b7 alfiere del nero · f7 pedone del nero · g7 pedone del nero · d6 pedone del nero · e6 pedone del nero · f6 alfiere del bianco · h6 pedone del nero · b5 donna del nero · h5 donna del bianco · b4 pedone del bianco · d4 pedone del bianco · e3 cavallo del bianco · g3 torre del bianco · a2 pedone del bianco · f2 pedone del bianco · g2 pedone del bianco · h2 pedone del bianco · e1 torre del bianco · g1 re del bianco | a8 torre del nero · e8 torre del nero · f8 cavallo del nero · g8 re del nero · a7 pedone del nero · b7 alfiere del nero · f7 pedone del nero · g7 pedone del nero · d6 pedone del nero · e6 pedone del nero · f6 alfiere del bianco · h6 pedone del nero · b5 donna del nero · h5 donna del bianco · b4 pedone del bianco · d4 pedone del bianco · e3 cavallo del bianco · g3 torre del bianco · a2 pedone del bianco · f2 pedone del bianco · g2 pedone del bianco · h2 pedone del bianco · e1 torre del bianco · g1 re del bianco | 5 |
| 4 | a8 torre del nero · e8 torre del nero · f8 cavallo del nero · g8 re del nero · a7 pedone del nero · b7 alfiere del nero · f7 pedone del nero · g7 pedone del nero · d6 pedone del nero · e6 pedone del nero · f6 alfiere del bianco · h6 pedone del nero · b5 donna del nero · h5 donna del bianco · b4 pedone del bianco · d4 pedone del bianco · e3 cavallo del bianco · g3 torre del bianco · a2 pedone del bianco · f2 pedone del bianco · g2 pedone del bianco · h2 pedone del bianco · e1 torre del bianco · g1 re del bianco | a8 torre del nero · e8 torre del nero · f8 cavallo del nero · g8 re del nero · a7 pedone del nero · b7 alfiere del nero · f7 pedone del nero · g7 pedone del nero · d6 pedone del nero · e6 pedone del nero · f6 alfiere del bianco · h6 pedone del nero · b5 donna del nero · h5 donna del bianco · b4 pedone del bianco · d4 pedone del bianco · e3 cavallo del bianco · g3 torre del bianco · a2 pedone del bianco · f2 pedone del bianco · g2 pedone del bianco · h2 pedone del bianco · e1 torre del bianco · g1 re del bianco | a8 torre del nero · e8 torre del nero · f8 cavallo del nero · g8 re del nero · a7 pedone del nero · b7 alfiere del nero · f7 pedone del nero · g7 pedone del nero · d6 pedone del nero · e6 pedone del nero · f6 alfiere del bianco · h6 pedone del nero · b5 donna del nero · h5 donna del bianco · b4 pedone del bianco · d4 pedone del bianco · e3 cavallo del bianco · g3 torre del bianco · a2 pedone del bianco · f2 pedone del bianco · g2 pedone del bianco · h2 pedone del bianco · e1 torre del bianco · g1 re del bianco | a8 torre del nero · e8 torre del nero · f8 cavallo del nero · g8 re del nero · a7 pedone del nero · b7 alfiere del nero · f7 pedone del nero · g7 pedone del nero · d6 pedone del nero · e6 pedone del nero · f6 alfiere del bianco · h6 pedone del nero · b5 donna del nero · h5 donna del bianco · b4 pedone del bianco · d4 pedone del bianco · e3 cavallo del bianco · g3 torre del bianco · a2 pedone del bianco · f2 pedone del bianco · g2 pedone del bianco · h2 pedone del bianco · e1 torre del bianco · g1 re del bianco | a8 torre del nero · e8 torre del nero · f8 cavallo del nero · g8 re del nero · a7 pedone del nero · b7 alfiere del nero · f7 pedone del nero · g7 pedone del nero · d6 pedone del nero · e6 pedone del nero · f6 alfiere del bianco · h6 pedone del nero · b5 donna del nero · h5 donna del bianco · b4 pedone del bianco · d4 pedone del bianco · e3 cavallo del bianco · g3 torre del bianco · a2 pedone del bianco · f2 pedone del bianco · g2 pedone del bianco · h2 pedone del bianco · e1 torre del bianco · g1 re del bianco | a8 torre del nero · e8 torre del nero · f8 cavallo del nero · g8 re del nero · a7 pedone del nero · b7 alfiere del nero · f7 pedone del nero · g7 pedone del nero · d6 pedone del nero · e6 pedone del nero · f6 alfiere del bianco · h6 pedone del nero · b5 donna del nero · h5 donna del bianco · b4 pedone del bianco · d4 pedone del bianco · e3 cavallo del bianco · g3 torre del bianco · a2 pedone del bianco · f2 pedone del bianco · g2 pedone del bianco · h2 pedone del bianco · e1 torre del bianco · g1 re del bianco | a8 torre del nero · e8 torre del nero · f8 cavallo del nero · g8 re del nero · a7 pedone del nero · b7 alfiere del nero · f7 pedone del nero · g7 pedone del nero · d6 pedone del nero · e6 pedone del nero · f6 alfiere del bianco · h6 pedone del nero · b5 donna del nero · h5 donna del bianco · b4 pedone del bianco · d4 pedone del bianco · e3 cavallo del bianco · g3 torre del bianco · a2 pedone del bianco · f2 pedone del bianco · g2 pedone del bianco · h2 pedone del bianco · e1 torre del bianco · g1 re del bianco | a8 torre del nero · e8 torre del nero · f8 cavallo del nero · g8 re del nero · a7 pedone del nero · b7 alfiere del nero · f7 pedone del nero · g7 pedone del nero · d6 pedone del nero · e6 pedone del nero · f6 alfiere del bianco · h6 pedone del nero · b5 donna del nero · h5 donna del bianco · b4 pedone del bianco · d4 pedone del bianco · e3 cavallo del bianco · g3 torre del bianco · a2 pedone del bianco · f2 pedone del bianco · g2 pedone del bianco · h2 pedone del bianco · e1 torre del bianco · g1 re del bianco | 4 |
| 3 | a8 torre del nero · e8 torre del nero · f8 cavallo del nero · g8 re del nero · a7 pedone del nero · b7 alfiere del nero · f7 pedone del nero · g7 pedone del nero · d6 pedone del nero · e6 pedone del nero · f6 alfiere del bianco · h6 pedone del nero · b5 donna del nero · h5 donna del bianco · b4 pedone del bianco · d4 pedone del bianco · e3 cavallo del bianco · g3 torre del bianco · a2 pedone del bianco · f2 pedone del bianco · g2 pedone del bianco · h2 pedone del bianco · e1 torre del bianco · g1 re del bianco | a8 torre del nero · e8 torre del nero · f8 cavallo del nero · g8 re del nero · a7 pedone del nero · b7 alfiere del nero · f7 pedone del nero · g7 pedone del nero · d6 pedone del nero · e6 pedone del nero · f6 alfiere del bianco · h6 pedone del nero · b5 donna del nero · h5 donna del bianco · b4 pedone del bianco · d4 pedone del bianco · e3 cavallo del bianco · g3 torre del bianco · a2 pedone del bianco · f2 pedone del bianco · g2 pedone del bianco · h2 pedone del bianco · e1 torre del bianco · g1 re del bianco | a8 torre del nero · e8 torre del nero · f8 cavallo del nero · g8 re del nero · a7 pedone del nero · b7 alfiere del nero · f7 pedone del nero · g7 pedone del nero · d6 pedone del nero · e6 pedone del nero · f6 alfiere del bianco · h6 pedone del nero · b5 donna del nero · h5 donna del bianco · b4 pedone del bianco · d4 pedone del bianco · e3 cavallo del bianco · g3 torre del bianco · a2 pedone del bianco · f2 pedone del bianco · g2 pedone del bianco · h2 pedone del bianco · e1 torre del bianco · g1 re del bianco | a8 torre del nero · e8 torre del nero · f8 cavallo del nero · g8 re del nero · a7 pedone del nero · b7 alfiere del nero · f7 pedone del nero · g7 pedone del nero · d6 pedone del nero · e6 pedone del nero · f6 alfiere del bianco · h6 pedone del nero · b5 donna del nero · h5 donna del bianco · b4 pedone del bianco · d4 pedone del bianco · e3 cavallo del bianco · g3 torre del bianco · a2 pedone del bianco · f2 pedone del bianco · g2 pedone del bianco · h2 pedone del bianco · e1 torre del bianco · g1 re del bianco | a8 torre del nero · e8 torre del nero · f8 cavallo del nero · g8 re del nero · a7 pedone del nero · b7 alfiere del nero · f7 pedone del nero · g7 pedone del nero · d6 pedone del nero · e6 pedone del nero · f6 alfiere del bianco · h6 pedone del nero · b5 donna del nero · h5 donna del bianco · b4 pedone del bianco · d4 pedone del bianco · e3 cavallo del bianco · g3 torre del bianco · a2 pedone del bianco · f2 pedone del bianco · g2 pedone del bianco · h2 pedone del bianco · e1 torre del bianco · g1 re del bianco | a8 torre del nero · e8 torre del nero · f8 cavallo del nero · g8 re del nero · a7 pedone del nero · b7 alfiere del nero · f7 pedone del nero · g7 pedone del nero · d6 pedone del nero · e6 pedone del nero · f6 alfiere del bianco · h6 pedone del nero · b5 donna del nero · h5 donna del bianco · b4 pedone del bianco · d4 pedone del bianco · e3 cavallo del bianco · g3 torre del bianco · a2 pedone del bianco · f2 pedone del bianco · g2 pedone del bianco · h2 pedone del bianco · e1 torre del bianco · g1 re del bianco | a8 torre del nero · e8 torre del nero · f8 cavallo del nero · g8 re del nero · a7 pedone del nero · b7 alfiere del nero · f7 pedone del nero · g7 pedone del nero · d6 pedone del nero · e6 pedone del nero · f6 alfiere del bianco · h6 pedone del nero · b5 donna del nero · h5 donna del bianco · b4 pedone del bianco · d4 pedone del bianco · e3 cavallo del bianco · g3 torre del bianco · a2 pedone del bianco · f2 pedone del bianco · g2 pedone del bianco · h2 pedone del bianco · e1 torre del bianco · g1 re del bianco | a8 torre del nero · e8 torre del nero · f8 cavallo del nero · g8 re del nero · a7 pedone del nero · b7 alfiere del nero · f7 pedone del nero · g7 pedone del nero · d6 pedone del nero · e6 pedone del nero · f6 alfiere del bianco · h6 pedone del nero · b5 donna del nero · h5 donna del bianco · b4 pedone del bianco · d4 pedone del bianco · e3 cavallo del bianco · g3 torre del bianco · a2 pedone del bianco · f2 pedone del bianco · g2 pedone del bianco · h2 pedone del bianco · e1 torre del bianco · g1 re del bianco | 3 |
| 2 | a8 torre del nero · e8 torre del nero · f8 cavallo del nero · g8 re del nero · a7 pedone del nero · b7 alfiere del nero · f7 pedone del nero · g7 pedone del nero · d6 pedone del nero · e6 pedone del nero · f6 alfiere del bianco · h6 pedone del nero · b5 donna del nero · h5 donna del bianco · b4 pedone del bianco · d4 pedone del bianco · e3 cavallo del bianco · g3 torre del bianco · a2 pedone del bianco · f2 pedone del bianco · g2 pedone del bianco · h2 pedone del bianco · e1 torre del bianco · g1 re del bianco | a8 torre del nero · e8 torre del nero · f8 cavallo del nero · g8 re del nero · a7 pedone del nero · b7 alfiere del nero · f7 pedone del nero · g7 pedone del nero · d6 pedone del nero · e6 pedone del nero · f6 alfiere del bianco · h6 pedone del nero · b5 donna del nero · h5 donna del bianco · b4 pedone del bianco · d4 pedone del bianco · e3 cavallo del bianco · g3 torre del bianco · a2 pedone del bianco · f2 pedone del bianco · g2 pedone del bianco · h2 pedone del bianco · e1 torre del bianco · g1 re del bianco | a8 torre del nero · e8 torre del nero · f8 cavallo del nero · g8 re del nero · a7 pedone del nero · b7 alfiere del nero · f7 pedone del nero · g7 pedone del nero · d6 pedone del nero · e6 pedone del nero · f6 alfiere del bianco · h6 pedone del nero · b5 donna del nero · h5 donna del bianco · b4 pedone del bianco · d4 pedone del bianco · e3 cavallo del bianco · g3 torre del bianco · a2 pedone del bianco · f2 pedone del bianco · g2 pedone del bianco · h2 pedone del bianco · e1 torre del bianco · g1 re del bianco | a8 torre del nero · e8 torre del nero · f8 cavallo del nero · g8 re del nero · a7 pedone del nero · b7 alfiere del nero · f7 pedone del nero · g7 pedone del nero · d6 pedone del nero · e6 pedone del nero · f6 alfiere del bianco · h6 pedone del nero · b5 donna del nero · h5 donna del bianco · b4 pedone del bianco · d4 pedone del bianco · e3 cavallo del bianco · g3 torre del bianco · a2 pedone del bianco · f2 pedone del bianco · g2 pedone del bianco · h2 pedone del bianco · e1 torre del bianco · g1 re del bianco | a8 torre del nero · e8 torre del nero · f8 cavallo del nero · g8 re del nero · a7 pedone del nero · b7 alfiere del nero · f7 pedone del nero · g7 pedone del nero · d6 pedone del nero · e6 pedone del nero · f6 alfiere del bianco · h6 pedone del nero · b5 donna del nero · h5 donna del bianco · b4 pedone del bianco · d4 pedone del bianco · e3 cavallo del bianco · g3 torre del bianco · a2 pedone del bianco · f2 pedone del bianco · g2 pedone del bianco · h2 pedone del bianco · e1 torre del bianco · g1 re del bianco | a8 torre del nero · e8 torre del nero · f8 cavallo del nero · g8 re del nero · a7 pedone del nero · b7 alfiere del nero · f7 pedone del nero · g7 pedone del nero · d6 pedone del nero · e6 pedone del nero · f6 alfiere del bianco · h6 pedone del nero · b5 donna del nero · h5 donna del bianco · b4 pedone del bianco · d4 pedone del bianco · e3 cavallo del bianco · g3 torre del bianco · a2 pedone del bianco · f2 pedone del bianco · g2 pedone del bianco · h2 pedone del bianco · e1 torre del bianco · g1 re del bianco | a8 torre del nero · e8 torre del nero · f8 cavallo del nero · g8 re del nero · a7 pedone del nero · b7 alfiere del nero · f7 pedone del nero · g7 pedone del nero · d6 pedone del nero · e6 pedone del nero · f6 alfiere del bianco · h6 pedone del nero · b5 donna del nero · h5 donna del bianco · b4 pedone del bianco · d4 pedone del bianco · e3 cavallo del bianco · g3 torre del bianco · a2 pedone del bianco · f2 pedone del bianco · g2 pedone del bianco · h2 pedone del bianco · e1 torre del bianco · g1 re del bianco | a8 torre del nero · e8 torre del nero · f8 cavallo del nero · g8 re del nero · a7 pedone del nero · b7 alfiere del nero · f7 pedone del nero · g7 pedone del nero · d6 pedone del nero · e6 pedone del nero · f6 alfiere del bianco · h6 pedone del nero · b5 donna del nero · h5 donna del bianco · b4 pedone del bianco · d4 pedone del bianco · e3 cavallo del bianco · g3 torre del bianco · a2 pedone del bianco · f2 pedone del bianco · g2 pedone del bianco · h2 pedone del bianco · e1 torre del bianco · g1 re del bianco | 2 |
| 1 | a8 torre del nero · e8 torre del nero · f8 cavallo del nero · g8 re del nero · a7 pedone del nero · b7 alfiere del nero · f7 pedone del nero · g7 pedone del nero · d6 pedone del nero · e6 pedone del nero · f6 alfiere del bianco · h6 pedone del nero · b5 donna del nero · h5 donna del bianco · b4 pedone del bianco · d4 pedone del bianco · e3 cavallo del bianco · g3 torre del bianco · a2 pedone del bianco · f2 pedone del bianco · g2 pedone del bianco · h2 pedone del bianco · e1 torre del bianco · g1 re del bianco | a8 torre del nero · e8 torre del nero · f8 cavallo del nero · g8 re del nero · a7 pedone del nero · b7 alfiere del nero · f7 pedone del nero · g7 pedone del nero · d6 pedone del nero · e6 pedone del nero · f6 alfiere del bianco · h6 pedone del nero · b5 donna del nero · h5 donna del bianco · b4 pedone del bianco · d4 pedone del bianco · e3 cavallo del bianco · g3 torre del bianco · a2 pedone del bianco · f2 pedone del bianco · g2 pedone del bianco · h2 pedone del bianco · e1 torre del bianco · g1 re del bianco | a8 torre del nero · e8 torre del nero · f8 cavallo del nero · g8 re del nero · a7 pedone del nero · b7 alfiere del nero · f7 pedone del nero · g7 pedone del nero · d6 pedone del nero · e6 pedone del nero · f6 alfiere del bianco · h6 pedone del nero · b5 donna del nero · h5 donna del bianco · b4 pedone del bianco · d4 pedone del bianco · e3 cavallo del bianco · g3 torre del bianco · a2 pedone del bianco · f2 pedone del bianco · g2 pedone del bianco · h2 pedone del bianco · e1 torre del bianco · g1 re del bianco | a8 torre del nero · e8 torre del nero · f8 cavallo del nero · g8 re del nero · a7 pedone del nero · b7 alfiere del nero · f7 pedone del nero · g7 pedone del nero · d6 pedone del nero · e6 pedone del nero · f6 alfiere del bianco · h6 pedone del nero · b5 donna del nero · h5 donna del bianco · b4 pedone del bianco · d4 pedone del bianco · e3 cavallo del bianco · g3 torre del bianco · a2 pedone del bianco · f2 pedone del bianco · g2 pedone del bianco · h2 pedone del bianco · e1 torre del bianco · g1 re del bianco | a8 torre del nero · e8 torre del nero · f8 cavallo del nero · g8 re del nero · a7 pedone del nero · b7 alfiere del nero · f7 pedone del nero · g7 pedone del nero · d6 pedone del nero · e6 pedone del nero · f6 alfiere del bianco · h6 pedone del nero · b5 donna del nero · h5 donna del bianco · b4 pedone del bianco · d4 pedone del bianco · e3 cavallo del bianco · g3 torre del bianco · a2 pedone del bianco · f2 pedone del bianco · g2 pedone del bianco · h2 pedone del bianco · e1 torre del bianco · g1 re del bianco | a8 torre del nero · e8 torre del nero · f8 cavallo del nero · g8 re del nero · a7 pedone del nero · b7 alfiere del nero · f7 pedone del nero · g7 pedone del nero · d6 pedone del nero · e6 pedone del nero · f6 alfiere del bianco · h6 pedone del nero · b5 donna del nero · h5 donna del bianco · b4 pedone del bianco · d4 pedone del bianco · e3 cavallo del bianco · g3 torre del bianco · a2 pedone del bianco · f2 pedone del bianco · g2 pedone del bianco · h2 pedone del bianco · e1 torre del bianco · g1 re del bianco | a8 torre del nero · e8 torre del nero · f8 cavallo del nero · g8 re del nero · a7 pedone del nero · b7 alfiere del nero · f7 pedone del nero · g7 pedone del nero · d6 pedone del nero · e6 pedone del nero · f6 alfiere del bianco · h6 pedone del nero · b5 donna del nero · h5 donna del bianco · b4 pedone del bianco · d4 pedone del bianco · e3 cavallo del bianco · g3 torre del bianco · a2 pedone del bianco · f2 pedone del bianco · g2 pedone del bianco · h2 pedone del bianco · e1 torre del bianco · g1 re del bianco | a8 torre del nero · e8 torre del nero · f8 cavallo del nero · g8 re del nero · a7 pedone del nero · b7 alfiere del nero · f7 pedone del nero · g7 pedone del nero · d6 pedone del nero · e6 pedone del nero · f6 alfiere del bianco · h6 pedone del nero · b5 donna del nero · h5 donna del bianco · b4 pedone del bianco · d4 pedone del bianco · e3 cavallo del bianco · g3 torre del bianco · a2 pedone del bianco · f2 pedone del bianco · g2 pedone del bianco · h2 pedone del bianco · e1 torre del bianco · g1 re del bianco | 1 |
|   | a | b | c | d | e | f | g | h |   |

|   | a | b | c | d | e | f | g | h |   |
| 8 | a8 torre del nero · e8 torre del nero · f8 cavallo del nero · a7 pedone del nero · d6 pedone del nero · e6 pedone del nero · f6 alfiere del bianco · g6 re del nero · h6 pedone del nero · h5 torre del bianco · b4 pedone del bianco · d4 pedone del bianco · e3 cavallo del bianco · a2 pedone del bianco · f2 pedone del bianco · g2 pedone del bianco · h2 pedone del bianco · e1 torre del bianco · g1 re del bianco | a8 torre del nero · e8 torre del nero · f8 cavallo del nero · a7 pedone del nero · d6 pedone del nero · e6 pedone del nero · f6 alfiere del bianco · g6 re del nero · h6 pedone del nero · h5 torre del bianco · b4 pedone del bianco · d4 pedone del bianco · e3 cavallo del bianco · a2 pedone del bianco · f2 pedone del bianco · g2 pedone del bianco · h2 pedone del bianco · e1 torre del bianco · g1 re del bianco | a8 torre del nero · e8 torre del nero · f8 cavallo del nero · a7 pedone del nero · d6 pedone del nero · e6 pedone del nero · f6 alfiere del bianco · g6 re del nero · h6 pedone del nero · h5 torre del bianco · b4 pedone del bianco · d4 pedone del bianco · e3 cavallo del bianco · a2 pedone del bianco · f2 pedone del bianco · g2 pedone del bianco · h2 pedone del bianco · e1 torre del bianco · g1 re del bianco | a8 torre del nero · e8 torre del nero · f8 cavallo del nero · a7 pedone del nero · d6 pedone del nero · e6 pedone del nero · f6 alfiere del bianco · g6 re del nero · h6 pedone del nero · h5 torre del bianco · b4 pedone del bianco · d4 pedone del bianco · e3 cavallo del bianco · a2 pedone del bianco · f2 pedone del bianco · g2 pedone del bianco · h2 pedone del bianco · e1 torre del bianco · g1 re del bianco | a8 torre del nero · e8 torre del nero · f8 cavallo del nero · a7 pedone del nero · d6 pedone del nero · e6 pedone del nero · f6 alfiere del bianco · g6 re del nero · h6 pedone del nero · h5 torre del bianco · b4 pedone del bianco · d4 pedone del bianco · e3 cavallo del bianco · a2 pedone del bianco · f2 pedone del bianco · g2 pedone del bianco · h2 pedone del bianco · e1 torre del bianco · g1 re del bianco | a8 torre del nero · e8 torre del nero · f8 cavallo del nero · a7 pedone del nero · d6 pedone del nero · e6 pedone del nero · f6 alfiere del bianco · g6 re del nero · h6 pedone del nero · h5 torre del bianco · b4 pedone del bianco · d4 pedone del bianco · e3 cavallo del bianco · a2 pedone del bianco · f2 pedone del bianco · g2 pedone del bianco · h2 pedone del bianco · e1 torre del bianco · g1 re del bianco | a8 torre del nero · e8 torre del nero · f8 cavallo del nero · a7 pedone del nero · d6 pedone del nero · e6 pedone del nero · f6 alfiere del bianco · g6 re del nero · h6 pedone del nero · h5 torre del bianco · b4 pedone del bianco · d4 pedone del bianco · e3 cavallo del bianco · a2 pedone del bianco · f2 pedone del bianco · g2 pedone del bianco · h2 pedone del bianco · e1 torre del bianco · g1 re del bianco | a8 torre del nero · e8 torre del nero · f8 cavallo del nero · a7 pedone del nero · d6 pedone del nero · e6 pedone del nero · f6 alfiere del bianco · g6 re del nero · h6 pedone del nero · h5 torre del bianco · b4 pedone del bianco · d4 pedone del bianco · e3 cavallo del bianco · a2 pedone del bianco · f2 pedone del bianco · g2 pedone del bianco · h2 pedone del bianco · e1 torre del bianco · g1 re del bianco | 8 |
| 7 | a8 torre del nero · e8 torre del nero · f8 cavallo del nero · a7 pedone del nero · d6 pedone del nero · e6 pedone del nero · f6 alfiere del bianco · g6 re del nero · h6 pedone del nero · h5 torre del bianco · b4 pedone del bianco · d4 pedone del bianco · e3 cavallo del bianco · a2 pedone del bianco · f2 pedone del bianco · g2 pedone del bianco · h2 pedone del bianco · e1 torre del bianco · g1 re del bianco | a8 torre del nero · e8 torre del nero · f8 cavallo del nero · a7 pedone del nero · d6 pedone del nero · e6 pedone del nero · f6 alfiere del bianco · g6 re del nero · h6 pedone del nero · h5 torre del bianco · b4 pedone del bianco · d4 pedone del bianco · e3 cavallo del bianco · a2 pedone del bianco · f2 pedone del bianco · g2 pedone del bianco · h2 pedone del bianco · e1 torre del bianco · g1 re del bianco | a8 torre del nero · e8 torre del nero · f8 cavallo del nero · a7 pedone del nero · d6 pedone del nero · e6 pedone del nero · f6 alfiere del bianco · g6 re del nero · h6 pedone del nero · h5 torre del bianco · b4 pedone del bianco · d4 pedone del bianco · e3 cavallo del bianco · a2 pedone del bianco · f2 pedone del bianco · g2 pedone del bianco · h2 pedone del bianco · e1 torre del bianco · g1 re del bianco | a8 torre del nero · e8 torre del nero · f8 cavallo del nero · a7 pedone del nero · d6 pedone del nero · e6 pedone del nero · f6 alfiere del bianco · g6 re del nero · h6 pedone del nero · h5 torre del bianco · b4 pedone del bianco · d4 pedone del bianco · e3 cavallo del bianco · a2 pedone del bianco · f2 pedone del bianco · g2 pedone del bianco · h2 pedone del bianco · e1 torre del bianco · g1 re del bianco | a8 torre del nero · e8 torre del nero · f8 cavallo del nero · a7 pedone del nero · d6 pedone del nero · e6 pedone del nero · f6 alfiere del bianco · g6 re del nero · h6 pedone del nero · h5 torre del bianco · b4 pedone del bianco · d4 pedone del bianco · e3 cavallo del bianco · a2 pedone del bianco · f2 pedone del bianco · g2 pedone del bianco · h2 pedone del bianco · e1 torre del bianco · g1 re del bianco | a8 torre del nero · e8 torre del nero · f8 cavallo del nero · a7 pedone del nero · d6 pedone del nero · e6 pedone del nero · f6 alfiere del bianco · g6 re del nero · h6 pedone del nero · h5 torre del bianco · b4 pedone del bianco · d4 pedone del bianco · e3 cavallo del bianco · a2 pedone del bianco · f2 pedone del bianco · g2 pedone del bianco · h2 pedone del bianco · e1 torre del bianco · g1 re del bianco | a8 torre del nero · e8 torre del nero · f8 cavallo del nero · a7 pedone del nero · d6 pedone del nero · e6 pedone del nero · f6 alfiere del bianco · g6 re del nero · h6 pedone del nero · h5 torre del bianco · b4 pedone del bianco · d4 pedone del bianco · e3 cavallo del bianco · a2 pedone del bianco · f2 pedone del bianco · g2 pedone del bianco · h2 pedone del bianco · e1 torre del bianco · g1 re del bianco | a8 torre del nero · e8 torre del nero · f8 cavallo del nero · a7 pedone del nero · d6 pedone del nero · e6 pedone del nero · f6 alfiere del bianco · g6 re del nero · h6 pedone del nero · h5 torre del bianco · b4 pedone del bianco · d4 pedone del bianco · e3 cavallo del bianco · a2 pedone del bianco · f2 pedone del bianco · g2 pedone del bianco · h2 pedone del bianco · e1 torre del bianco · g1 re del bianco | 7 |
| 6 | a8 torre del nero · e8 torre del nero · f8 cavallo del nero · a7 pedone del nero · d6 pedone del nero · e6 pedone del nero · f6 alfiere del bianco · g6 re del nero · h6 pedone del nero · h5 torre del bianco · b4 pedone del bianco · d4 pedone del bianco · e3 cavallo del bianco · a2 pedone del bianco · f2 pedone del bianco · g2 pedone del bianco · h2 pedone del bianco · e1 torre del bianco · g1 re del bianco | a8 torre del nero · e8 torre del nero · f8 cavallo del nero · a7 pedone del nero · d6 pedone del nero · e6 pedone del nero · f6 alfiere del bianco · g6 re del nero · h6 pedone del nero · h5 torre del bianco · b4 pedone del bianco · d4 pedone del bianco · e3 cavallo del bianco · a2 pedone del bianco · f2 pedone del bianco · g2 pedone del bianco · h2 pedone del bianco · e1 torre del bianco · g1 re del bianco | a8 torre del nero · e8 torre del nero · f8 cavallo del nero · a7 pedone del nero · d6 pedone del nero · e6 pedone del nero · f6 alfiere del bianco · g6 re del nero · h6 pedone del nero · h5 torre del bianco · b4 pedone del bianco · d4 pedone del bianco · e3 cavallo del bianco · a2 pedone del bianco · f2 pedone del bianco · g2 pedone del bianco · h2 pedone del bianco · e1 torre del bianco · g1 re del bianco | a8 torre del nero · e8 torre del nero · f8 cavallo del nero · a7 pedone del nero · d6 pedone del nero · e6 pedone del nero · f6 alfiere del bianco · g6 re del nero · h6 pedone del nero · h5 torre del bianco · b4 pedone del bianco · d4 pedone del bianco · e3 cavallo del bianco · a2 pedone del bianco · f2 pedone del bianco · g2 pedone del bianco · h2 pedone del bianco · e1 torre del bianco · g1 re del bianco | a8 torre del nero · e8 torre del nero · f8 cavallo del nero · a7 pedone del nero · d6 pedone del nero · e6 pedone del nero · f6 alfiere del bianco · g6 re del nero · h6 pedone del nero · h5 torre del bianco · b4 pedone del bianco · d4 pedone del bianco · e3 cavallo del bianco · a2 pedone del bianco · f2 pedone del bianco · g2 pedone del bianco · h2 pedone del bianco · e1 torre del bianco · g1 re del bianco | a8 torre del nero · e8 torre del nero · f8 cavallo del nero · a7 pedone del nero · d6 pedone del nero · e6 pedone del nero · f6 alfiere del bianco · g6 re del nero · h6 pedone del nero · h5 torre del bianco · b4 pedone del bianco · d4 pedone del bianco · e3 cavallo del bianco · a2 pedone del bianco · f2 pedone del bianco · g2 pedone del bianco · h2 pedone del bianco · e1 torre del bianco · g1 re del bianco | a8 torre del nero · e8 torre del nero · f8 cavallo del nero · a7 pedone del nero · d6 pedone del nero · e6 pedone del nero · f6 alfiere del bianco · g6 re del nero · h6 pedone del nero · h5 torre del bianco · b4 pedone del bianco · d4 pedone del bianco · e3 cavallo del bianco · a2 pedone del bianco · f2 pedone del bianco · g2 pedone del bianco · h2 pedone del bianco · e1 torre del bianco · g1 re del bianco | a8 torre del nero · e8 torre del nero · f8 cavallo del nero · a7 pedone del nero · d6 pedone del nero · e6 pedone del nero · f6 alfiere del bianco · g6 re del nero · h6 pedone del nero · h5 torre del bianco · b4 pedone del bianco · d4 pedone del bianco · e3 cavallo del bianco · a2 pedone del bianco · f2 pedone del bianco · g2 pedone del bianco · h2 pedone del bianco · e1 torre del bianco · g1 re del bianco | 6 |
| 5 | a8 torre del nero · e8 torre del nero · f8 cavallo del nero · a7 pedone del nero · d6 pedone del nero · e6 pedone del nero · f6 alfiere del bianco · g6 re del nero · h6 pedone del nero · h5 torre del bianco · b4 pedone del bianco · d4 pedone del bianco · e3 cavallo del bianco · a2 pedone del bianco · f2 pedone del bianco · g2 pedone del bianco · h2 pedone del bianco · e1 torre del bianco · g1 re del bianco | a8 torre del nero · e8 torre del nero · f8 cavallo del nero · a7 pedone del nero · d6 pedone del nero · e6 pedone del nero · f6 alfiere del bianco · g6 re del nero · h6 pedone del nero · h5 torre del bianco · b4 pedone del bianco · d4 pedone del bianco · e3 cavallo del bianco · a2 pedone del bianco · f2 pedone del bianco · g2 pedone del bianco · h2 pedone del bianco · e1 torre del bianco · g1 re del bianco | a8 torre del nero · e8 torre del nero · f8 cavallo del nero · a7 pedone del nero · d6 pedone del nero · e6 pedone del nero · f6 alfiere del bianco · g6 re del nero · h6 pedone del nero · h5 torre del bianco · b4 pedone del bianco · d4 pedone del bianco · e3 cavallo del bianco · a2 pedone del bianco · f2 pedone del bianco · g2 pedone del bianco · h2 pedone del bianco · e1 torre del bianco · g1 re del bianco | a8 torre del nero · e8 torre del nero · f8 cavallo del nero · a7 pedone del nero · d6 pedone del nero · e6 pedone del nero · f6 alfiere del bianco · g6 re del nero · h6 pedone del nero · h5 torre del bianco · b4 pedone del bianco · d4 pedone del bianco · e3 cavallo del bianco · a2 pedone del bianco · f2 pedone del bianco · g2 pedone del bianco · h2 pedone del bianco · e1 torre del bianco · g1 re del bianco | a8 torre del nero · e8 torre del nero · f8 cavallo del nero · a7 pedone del nero · d6 pedone del nero · e6 pedone del nero · f6 alfiere del bianco · g6 re del nero · h6 pedone del nero · h5 torre del bianco · b4 pedone del bianco · d4 pedone del bianco · e3 cavallo del bianco · a2 pedone del bianco · f2 pedone del bianco · g2 pedone del bianco · h2 pedone del bianco · e1 torre del bianco · g1 re del bianco | a8 torre del nero · e8 torre del nero · f8 cavallo del nero · a7 pedone del nero · d6 pedone del nero · e6 pedone del nero · f6 alfiere del bianco · g6 re del nero · h6 pedone del nero · h5 torre del bianco · b4 pedone del bianco · d4 pedone del bianco · e3 cavallo del bianco · a2 pedone del bianco · f2 pedone del bianco · g2 pedone del bianco · h2 pedone del bianco · e1 torre del bianco · g1 re del bianco | a8 torre del nero · e8 torre del nero · f8 cavallo del nero · a7 pedone del nero · d6 pedone del nero · e6 pedone del nero · f6 alfiere del bianco · g6 re del nero · h6 pedone del nero · h5 torre del bianco · b4 pedone del bianco · d4 pedone del bianco · e3 cavallo del bianco · a2 pedone del bianco · f2 pedone del bianco · g2 pedone del bianco · h2 pedone del bianco · e1 torre del bianco · g1 re del bianco | a8 torre del nero · e8 torre del nero · f8 cavallo del nero · a7 pedone del nero · d6 pedone del nero · e6 pedone del nero · f6 alfiere del bianco · g6 re del nero · h6 pedone del nero · h5 torre del bianco · b4 pedone del bianco · d4 pedone del bianco · e3 cavallo del bianco · a2 pedone del bianco · f2 pedone del bianco · g2 pedone del bianco · h2 pedone del bianco · e1 torre del bianco · g1 re del bianco | 5 |
| 4 | a8 torre del nero · e8 torre del nero · f8 cavallo del nero · a7 pedone del nero · d6 pedone del nero · e6 pedone del nero · f6 alfiere del bianco · g6 re del nero · h6 pedone del nero · h5 torre del bianco · b4 pedone del bianco · d4 pedone del bianco · e3 cavallo del bianco · a2 pedone del bianco · f2 pedone del bianco · g2 pedone del bianco · h2 pedone del bianco · e1 torre del bianco · g1 re del bianco | a8 torre del nero · e8 torre del nero · f8 cavallo del nero · a7 pedone del nero · d6 pedone del nero · e6 pedone del nero · f6 alfiere del bianco · g6 re del nero · h6 pedone del nero · h5 torre del bianco · b4 pedone del bianco · d4 pedone del bianco · e3 cavallo del bianco · a2 pedone del bianco · f2 pedone del bianco · g2 pedone del bianco · h2 pedone del bianco · e1 torre del bianco · g1 re del bianco | a8 torre del nero · e8 torre del nero · f8 cavallo del nero · a7 pedone del nero · d6 pedone del nero · e6 pedone del nero · f6 alfiere del bianco · g6 re del nero · h6 pedone del nero · h5 torre del bianco · b4 pedone del bianco · d4 pedone del bianco · e3 cavallo del bianco · a2 pedone del bianco · f2 pedone del bianco · g2 pedone del bianco · h2 pedone del bianco · e1 torre del bianco · g1 re del bianco | a8 torre del nero · e8 torre del nero · f8 cavallo del nero · a7 pedone del nero · d6 pedone del nero · e6 pedone del nero · f6 alfiere del bianco · g6 re del nero · h6 pedone del nero · h5 torre del bianco · b4 pedone del bianco · d4 pedone del bianco · e3 cavallo del bianco · a2 pedone del bianco · f2 pedone del bianco · g2 pedone del bianco · h2 pedone del bianco · e1 torre del bianco · g1 re del bianco | a8 torre del nero · e8 torre del nero · f8 cavallo del nero · a7 pedone del nero · d6 pedone del nero · e6 pedone del nero · f6 alfiere del bianco · g6 re del nero · h6 pedone del nero · h5 torre del bianco · b4 pedone del bianco · d4 pedone del bianco · e3 cavallo del bianco · a2 pedone del bianco · f2 pedone del bianco · g2 pedone del bianco · h2 pedone del bianco · e1 torre del bianco · g1 re del bianco | a8 torre del nero · e8 torre del nero · f8 cavallo del nero · a7 pedone del nero · d6 pedone del nero · e6 pedone del nero · f6 alfiere del bianco · g6 re del nero · h6 pedone del nero · h5 torre del bianco · b4 pedone del bianco · d4 pedone del bianco · e3 cavallo del bianco · a2 pedone del bianco · f2 pedone del bianco · g2 pedone del bianco · h2 pedone del bianco · e1 torre del bianco · g1 re del bianco | a8 torre del nero · e8 torre del nero · f8 cavallo del nero · a7 pedone del nero · d6 pedone del nero · e6 pedone del nero · f6 alfiere del bianco · g6 re del nero · h6 pedone del nero · h5 torre del bianco · b4 pedone del bianco · d4 pedone del bianco · e3 cavallo del bianco · a2 pedone del bianco · f2 pedone del bianco · g2 pedone del bianco · h2 pedone del bianco · e1 torre del bianco · g1 re del bianco | a8 torre del nero · e8 torre del nero · f8 cavallo del nero · a7 pedone del nero · d6 pedone del nero · e6 pedone del nero · f6 alfiere del bianco · g6 re del nero · h6 pedone del nero · h5 torre del bianco · b4 pedone del bianco · d4 pedone del bianco · e3 cavallo del bianco · a2 pedone del bianco · f2 pedone del bianco · g2 pedone del bianco · h2 pedone del bianco · e1 torre del bianco · g1 re del bianco | 4 |
| 3 | a8 torre del nero · e8 torre del nero · f8 cavallo del nero · a7 pedone del nero · d6 pedone del nero · e6 pedone del nero · f6 alfiere del bianco · g6 re del nero · h6 pedone del nero · h5 torre del bianco · b4 pedone del bianco · d4 pedone del bianco · e3 cavallo del bianco · a2 pedone del bianco · f2 pedone del bianco · g2 pedone del bianco · h2 pedone del bianco · e1 torre del bianco · g1 re del bianco | a8 torre del nero · e8 torre del nero · f8 cavallo del nero · a7 pedone del nero · d6 pedone del nero · e6 pedone del nero · f6 alfiere del bianco · g6 re del nero · h6 pedone del nero · h5 torre del bianco · b4 pedone del bianco · d4 pedone del bianco · e3 cavallo del bianco · a2 pedone del bianco · f2 pedone del bianco · g2 pedone del bianco · h2 pedone del bianco · e1 torre del bianco · g1 re del bianco | a8 torre del nero · e8 torre del nero · f8 cavallo del nero · a7 pedone del nero · d6 pedone del nero · e6 pedone del nero · f6 alfiere del bianco · g6 re del nero · h6 pedone del nero · h5 torre del bianco · b4 pedone del bianco · d4 pedone del bianco · e3 cavallo del bianco · a2 pedone del bianco · f2 pedone del bianco · g2 pedone del bianco · h2 pedone del bianco · e1 torre del bianco · g1 re del bianco | a8 torre del nero · e8 torre del nero · f8 cavallo del nero · a7 pedone del nero · d6 pedone del nero · e6 pedone del nero · f6 alfiere del bianco · g6 re del nero · h6 pedone del nero · h5 torre del bianco · b4 pedone del bianco · d4 pedone del bianco · e3 cavallo del bianco · a2 pedone del bianco · f2 pedone del bianco · g2 pedone del bianco · h2 pedone del bianco · e1 torre del bianco · g1 re del bianco | a8 torre del nero · e8 torre del nero · f8 cavallo del nero · a7 pedone del nero · d6 pedone del nero · e6 pedone del nero · f6 alfiere del bianco · g6 re del nero · h6 pedone del nero · h5 torre del bianco · b4 pedone del bianco · d4 pedone del bianco · e3 cavallo del bianco · a2 pedone del bianco · f2 pedone del bianco · g2 pedone del bianco · h2 pedone del bianco · e1 torre del bianco · g1 re del bianco | a8 torre del nero · e8 torre del nero · f8 cavallo del nero · a7 pedone del nero · d6 pedone del nero · e6 pedone del nero · f6 alfiere del bianco · g6 re del nero · h6 pedone del nero · h5 torre del bianco · b4 pedone del bianco · d4 pedone del bianco · e3 cavallo del bianco · a2 pedone del bianco · f2 pedone del bianco · g2 pedone del bianco · h2 pedone del bianco · e1 torre del bianco · g1 re del bianco | a8 torre del nero · e8 torre del nero · f8 cavallo del nero · a7 pedone del nero · d6 pedone del nero · e6 pedone del nero · f6 alfiere del bianco · g6 re del nero · h6 pedone del nero · h5 torre del bianco · b4 pedone del bianco · d4 pedone del bianco · e3 cavallo del bianco · a2 pedone del bianco · f2 pedone del bianco · g2 pedone del bianco · h2 pedone del bianco · e1 torre del bianco · g1 re del bianco | a8 torre del nero · e8 torre del nero · f8 cavallo del nero · a7 pedone del nero · d6 pedone del nero · e6 pedone del nero · f6 alfiere del bianco · g6 re del nero · h6 pedone del nero · h5 torre del bianco · b4 pedone del bianco · d4 pedone del bianco · e3 cavallo del bianco · a2 pedone del bianco · f2 pedone del bianco · g2 pedone del bianco · h2 pedone del bianco · e1 torre del bianco · g1 re del bianco | 3 |
| 2 | a8 torre del nero · e8 torre del nero · f8 cavallo del nero · a7 pedone del nero · d6 pedone del nero · e6 pedone del nero · f6 alfiere del bianco · g6 re del nero · h6 pedone del nero · h5 torre del bianco · b4 pedone del bianco · d4 pedone del bianco · e3 cavallo del bianco · a2 pedone del bianco · f2 pedone del bianco · g2 pedone del bianco · h2 pedone del bianco · e1 torre del bianco · g1 re del bianco | a8 torre del nero · e8 torre del nero · f8 cavallo del nero · a7 pedone del nero · d6 pedone del nero · e6 pedone del nero · f6 alfiere del bianco · g6 re del nero · h6 pedone del nero · h5 torre del bianco · b4 pedone del bianco · d4 pedone del bianco · e3 cavallo del bianco · a2 pedone del bianco · f2 pedone del bianco · g2 pedone del bianco · h2 pedone del bianco · e1 torre del bianco · g1 re del bianco | a8 torre del nero · e8 torre del nero · f8 cavallo del nero · a7 pedone del nero · d6 pedone del nero · e6 pedone del nero · f6 alfiere del bianco · g6 re del nero · h6 pedone del nero · h5 torre del bianco · b4 pedone del bianco · d4 pedone del bianco · e3 cavallo del bianco · a2 pedone del bianco · f2 pedone del bianco · g2 pedone del bianco · h2 pedone del bianco · e1 torre del bianco · g1 re del bianco | a8 torre del nero · e8 torre del nero · f8 cavallo del nero · a7 pedone del nero · d6 pedone del nero · e6 pedone del nero · f6 alfiere del bianco · g6 re del nero · h6 pedone del nero · h5 torre del bianco · b4 pedone del bianco · d4 pedone del bianco · e3 cavallo del bianco · a2 pedone del bianco · f2 pedone del bianco · g2 pedone del bianco · h2 pedone del bianco · e1 torre del bianco · g1 re del bianco | a8 torre del nero · e8 torre del nero · f8 cavallo del nero · a7 pedone del nero · d6 pedone del nero · e6 pedone del nero · f6 alfiere del bianco · g6 re del nero · h6 pedone del nero · h5 torre del bianco · b4 pedone del bianco · d4 pedone del bianco · e3 cavallo del bianco · a2 pedone del bianco · f2 pedone del bianco · g2 pedone del bianco · h2 pedone del bianco · e1 torre del bianco · g1 re del bianco | a8 torre del nero · e8 torre del nero · f8 cavallo del nero · a7 pedone del nero · d6 pedone del nero · e6 pedone del nero · f6 alfiere del bianco · g6 re del nero · h6 pedone del nero · h5 torre del bianco · b4 pedone del bianco · d4 pedone del bianco · e3 cavallo del bianco · a2 pedone del bianco · f2 pedone del bianco · g2 pedone del bianco · h2 pedone del bianco · e1 torre del bianco · g1 re del bianco | a8 torre del nero · e8 torre del nero · f8 cavallo del nero · a7 pedone del nero · d6 pedone del nero · e6 pedone del nero · f6 alfiere del bianco · g6 re del nero · h6 pedone del nero · h5 torre del bianco · b4 pedone del bianco · d4 pedone del bianco · e3 cavallo del bianco · a2 pedone del bianco · f2 pedone del bianco · g2 pedone del bianco · h2 pedone del bianco · e1 torre del bianco · g1 re del bianco | a8 torre del nero · e8 torre del nero · f8 cavallo del nero · a7 pedone del nero · d6 pedone del nero · e6 pedone del nero · f6 alfiere del bianco · g6 re del nero · h6 pedone del nero · h5 torre del bianco · b4 pedone del bianco · d4 pedone del bianco · e3 cavallo del bianco · a2 pedone del bianco · f2 pedone del bianco · g2 pedone del bianco · h2 pedone del bianco · e1 torre del bianco · g1 re del bianco | 2 |
| 1 | a8 torre del nero · e8 torre del nero · f8 cavallo del nero · a7 pedone del nero · d6 pedone del nero · e6 pedone del nero · f6 alfiere del bianco · g6 re del nero · h6 pedone del nero · h5 torre del bianco · b4 pedone del bianco · d4 pedone del bianco · e3 cavallo del bianco · a2 pedone del bianco · f2 pedone del bianco · g2 pedone del bianco · h2 pedone del bianco · e1 torre del bianco · g1 re del bianco | a8 torre del nero · e8 torre del nero · f8 cavallo del nero · a7 pedone del nero · d6 pedone del nero · e6 pedone del nero · f6 alfiere del bianco · g6 re del nero · h6 pedone del nero · h5 torre del bianco · b4 pedone del bianco · d4 pedone del bianco · e3 cavallo del bianco · a2 pedone del bianco · f2 pedone del bianco · g2 pedone del bianco · h2 pedone del bianco · e1 torre del bianco · g1 re del bianco | a8 torre del nero · e8 torre del nero · f8 cavallo del nero · a7 pedone del nero · d6 pedone del nero · e6 pedone del nero · f6 alfiere del bianco · g6 re del nero · h6 pedone del nero · h5 torre del bianco · b4 pedone del bianco · d4 pedone del bianco · e3 cavallo del bianco · a2 pedone del bianco · f2 pedone del bianco · g2 pedone del bianco · h2 pedone del bianco · e1 torre del bianco · g1 re del bianco | a8 torre del nero · e8 torre del nero · f8 cavallo del nero · a7 pedone del nero · d6 pedone del nero · e6 pedone del nero · f6 alfiere del bianco · g6 re del nero · h6 pedone del nero · h5 torre del bianco · b4 pedone del bianco · d4 pedone del bianco · e3 cavallo del bianco · a2 pedone del bianco · f2 pedone del bianco · g2 pedone del bianco · h2 pedone del bianco · e1 torre del bianco · g1 re del bianco | a8 torre del nero · e8 torre del nero · f8 cavallo del nero · a7 pedone del nero · d6 pedone del nero · e6 pedone del nero · f6 alfiere del bianco · g6 re del nero · h6 pedone del nero · h5 torre del bianco · b4 pedone del bianco · d4 pedone del bianco · e3 cavallo del bianco · a2 pedone del bianco · f2 pedone del bianco · g2 pedone del bianco · h2 pedone del bianco · e1 torre del bianco · g1 re del bianco | a8 torre del nero · e8 torre del nero · f8 cavallo del nero · a7 pedone del nero · d6 pedone del nero · e6 pedone del nero · f6 alfiere del bianco · g6 re del nero · h6 pedone del nero · h5 torre del bianco · b4 pedone del bianco · d4 pedone del bianco · e3 cavallo del bianco · a2 pedone del bianco · f2 pedone del bianco · g2 pedone del bianco · h2 pedone del bianco · e1 torre del bianco · g1 re del bianco | a8 torre del nero · e8 torre del nero · f8 cavallo del nero · a7 pedone del nero · d6 pedone del nero · e6 pedone del nero · f6 alfiere del bianco · g6 re del nero · h6 pedone del nero · h5 torre del bianco · b4 pedone del bianco · d4 pedone del bianco · e3 cavallo del bianco · a2 pedone del bianco · f2 pedone del bianco · g2 pedone del bianco · h2 pedone del bianco · e1 torre del bianco · g1 re del bianco | a8 torre del nero · e8 torre del nero · f8 cavallo del nero · a7 pedone del nero · d6 pedone del nero · e6 pedone del nero · f6 alfiere del bianco · g6 re del nero · h6 pedone del nero · h5 torre del bianco · b4 pedone del bianco · d4 pedone del bianco · e3 cavallo del bianco · a2 pedone del bianco · f2 pedone del bianco · g2 pedone del bianco · h2 pedone del bianco · e1 torre del bianco · g1 re del bianco | 1 |
|   | a | b | c | d | e | f | g | h |   |

Carlos Torre Repetto - Emanuel Lasker - Mosca, 1925 - Eco:A46
1. d4 Cf6 2. Cf3 e6 3. Ag5 c5 4. e3 c:d4 5. e:d4 Ae7 6. Cbd2 d6 7. c3 Cbd7 8. Ad3 b6 9. Cc4 Ab7 10. De2 Dc7 11. 0-0 0-0 12. Tfe1 Tfe8 13. Tad1 Cf8 14. Ac1 Cd5 15. Cg5 b5 16. Ca3 b4 17. c:b4 C:b4 18. Dh5 A:g5 19. A:g5 C:d3 20. T:d3 Dc5 21.b4 Df5 22. Tg3 h6 23. Cc4 Dd5 24. Ce3 Db5 25. Af6!! - Questa mossa cambierà la partita (vedi diagramma in alto).
Infatti ora Lasker deve catturare la regina avversaria, ma una letale combinazione di torre e alfiere (vortice), che danno ripetuti scacchi al re nero, porterà il bianco a guadagnare materiale e a riprendersi la regina:
25. ... D:h5 26. T:g7+ Rh8 27. T:f7+ Rg8 28. Tg7+ Rh8 29. T:b7+ Rg8 30. Tg7+ Rh8 31. Tg5+ Rh7 32. T:h5 Rg6
dopo questa combinazione, la partita proseguì così:
33. Th3 R:f6 34. T:h6+ Rg5 35. Th3 Teb8 36. Tg3+ Rf6 37. Tf3+ Rg6 38. a3 a5 39. bxa5 Txa5 40. Cc4 Td5 41. Tf4 Cd7 42. T:e6+ Rg5 43. g3 (1/0)